# AIM-4 Falcon
AIM-4 Falcon var den första amerikanska jaktroboten. Den producerades i flera versioner med infraröd- och semiaktiv radarmålsökare. Versionerna AIM-4E, F och G är betydligt förbättrade med bland annat tvåstegsmotor och brukar benämnas Super Falcon.

## Historia
| före 1963 | efter 1963 |
| --------- | ---------- |
| GAR-1     | AIM-4      |
| GAR-1D    | AIM-4A     |
| GAR-2     | AIM-4B     |
| GAR-2A    | AIM-4C     |
| GAR-2B    | AIM-4D     |
| GAR-3     | AIM-4E     |
| GAR-3A    | AIM-4F     |
| GAR-4A    | AIM-4G     |

### Utveckling
Utvecklingen av en jaktrobot började redan 1946 som projekt MX-798. 1947 insåg man att en jaktrobot skulle behöva kunna flyga i överljudsfart och projekt MX-904 tog vid. De första provskjutningarna ägde rum 1949 och 1956 antogs den som beväpning på F-89 Scorpion, F-101 Voodoo och F-102 Delta Dagger med beteckningen GAR-1 (Guided Aerial Rocket).
GAR-1 hade semiaktiv radarmålsökare, vilket gjorde att den kunde avfyras från alla vinklar, men målet måste då hela tiden belysas av det avlossande planets radar. För att slippa detta utvecklades GAR-2 med infraröd målsökare som självständigt kunde söka sig mot målet. Den kunde dock bara skjutas bakifrån där den kunde söka sig mot målets heta motordelar.
Den första generationens Falcon-robotar begränsades av att de saknade zonrör och bara exploderade vid en direktträff, något som var svårt att åstadkomma mot mål som gjorde undanmanövrar. Stridsladdningen på 3,4 kg var också för liten för att garantera nedskjutning av ett större bombflygplan. Därför började Hughes 1958 att konstruera en förbättrad version av Falcon-roboten med zonrör, större sprängladdning och tvåstegsmotor som gav längre räckvidd. Den nya roboten som fick beteckningen GAR-3 med radarmålsökare och GAR-4 med IR-målsökare och kallades Super Falcon. De var något större, men storleken begränsades av att den måste få plats i de interna vapenutrymmena på F-102 och F-106.
År 1963 infördes gemensamma beteckningar på all militär material inom armén, flottan och flygvapnet. Alla Falcon-robotar fick därmed beteckningen AIM-4 (Airborne Intercept Missile).

### Vietnamkriget
1967 användes Falcon-robotar för första gången i strid över Nordvietnam av flygvapnets F-4 Phantom II. Resultatet var mediokert. Roboten var designad att användas mot stora bombflygplan och hade svårt att träffa små, lättmanövrerade jaktflygplan. Det visade sig att versionerna med IR-målsökare kunde användas mot markmål på natten, men sprängladdningen var för liten för att göra någon allvarligare skada. Robotarna ersattes 1969 av AIM-9 Sidewinder i taktiska flygkommandot. Robotarna behölls i luftförsvarskommandot fram tills F-106 Delta Dart togs ur tjänst 1988.

## Robot 28 Falcon
Redan 1958 började Sverige att förhandla med USA om att få köpa Falcon-robotar med Infraröd målsökare. Valet föll på versionen AIM-4C som började tillverkas på licens av SAAB under beteckningen Robot 28.